# Kiyose Ichirō

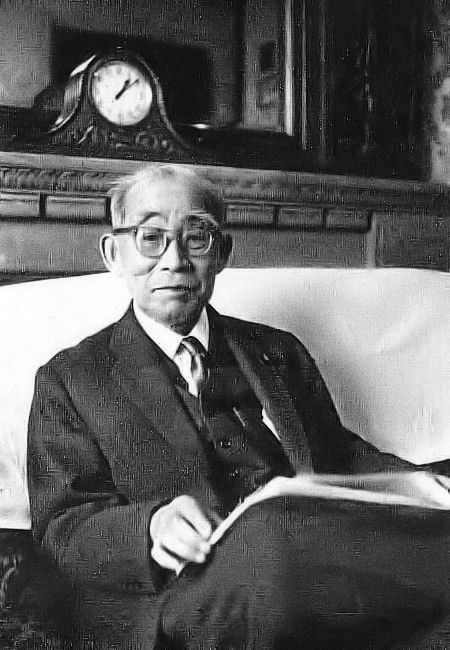
Kiyose Ichirō (1961)

Kiyose Ichirō (japanisch 清瀬 一郎; * 5. Juli 1884 in Himeji, Präfektur Hyōgo; † 27. Juni 1967 in Tokio) war ein japanischer Rechtsanwalt und Politiker der Liberaldemokratischen Partei (LDP), der unter anderem nach dem Ende des Zweiten Weltkrieges und der Kapitulation Japans am 2. September 1945 bei den Tokioter Prozessen gegen die japanischen Kriegsverbrecher des Zweiten Weltkriegs als stellvertretender Leiter des japanischen Verteidigungsteams fungierte und verfasste unter anderem zahlreiche juristische Fachbücher. Er war von 1955 bis 1956 Bildungsminister im Kabinett Hatoyama Ichirō III und zwischen 1960 und 1963 Präsident des Shūgiin war.

## Leben
Kiyose Ichirō absolvierte ein Studium der Rechtswissenschaften an der Kaiserlichen Universität Kyōto und erwarb dort einen Doktor der Rechte, woraufhin er als Rechtsanwalt tätig war. Bei der Wahl am 11. Mai 1920 wurde er für die Konstitutionelle Volkspartei (Rikken Kokumintō) erstmals Mitglied des Shūgiin, des Unterhauses des Parlaments (Teikoku-gikai), und vertrat in diesem nach seinen darauf folgenden Wiederwahlen bis zum 18. Dezember 1945 den 4. Bezirk der Präfektur Hyōgo. Im Laufe seiner Parlamentszugehörigkeit fungierte er als Nachfolger von Matsuura Gohei zwischen dem 0. April 1928 und seiner Ablösung durch Koyama Shōju am 21. Januar 1930 als stellvertretender Sprecher des Repräsentantenhauses und damit Vertreter der Sprecher des Shūgiin, Motoda Hajime (23. April 1928 bis	März 1929), Kawahara Mosuke (März bis 19. Mai 1929) beziehungsweise Horikiri Zenbē (26. Dezember 1929 bis 21. Januar 1930). Er war nach Auflösung der Rikken Kokumintō am 1. September 1922 Mitglied des Reformklubs (Kakushin Kurabu) und danach der am 22. Dezember 1932 gegründeten faschistischen Nationalen Allianz (Kokumin Dōmei) sowie später der am 20. Mai 1942 gebildeten Politischen Gesellschaft zur Unterstützung der Kaiserlichen Herrschaft IRAPA (Yokusan seijikai), ehe er zuletzt der vom 30. Mai bis 14. September 1945 der Politischen Vereinigung Großjapans (Dai Nippon Seijikai) um Minami Jirō angehörte. Als Nachfolger von Yamazaki Tatsunosuke war er bis zu seiner Ablösung durch Tsusaki Takatake Vorsitzender des Disziplinarausschusses des Repräsentantenhauses.

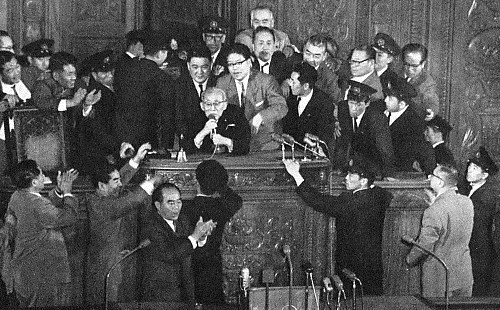
Gedränge am Rednerpult des Nationalparlaments, als Abgeordnete der Sozialistischen Partei Japans aus Protest gegen den Vertrag über gegenseitige Kooperation und Sicherheit zwischen Japan und den Vereinigten Staaten versuchen, den Sprecher des Unterhauses, Ichirō Kiyose, daran zu hindern, eine Abstimmung über die Verlängerung der Parlamentssitzung zu fordern, während sie von Polizisten zurückgehalten werden (19. Mai 1960).

Nach dem Ende des Zweiten Weltkrieges und der Kapitulation Japans am 2. September 1945 fungierte Kiyose bei den Tokioter Prozessen gegen die japanischen Kriegsverbrecher des Zweiten Weltkriegs als stellvertretender Leiter des japanischen Verteidigungsteams. Er trat zunächst der vom 16. November 1945 bis zum 31. März 1947 bestehenden Fortschrittspartei Japans (Nihon Shimpotō) bei und war danach Parteiloser, ehe er der am 18. Februar 1952 gegründeten Fortschrittspartei (Kaishintō) unter Shigemitsu Mamoru beitrat. Für diese wurde er bei der Wahl am 2. Oktober 1952 im 4. Bezirk der Präfektur Hyōgo erneut zum Mitglied des Repräsentantenhauses der nunmehrigen Nationalversammlung (Kokkai) gewählt und gehörte dieser bis zum 14. März 1953 an. 1953 übernahm er als Nachfolger von Miki Takeo die Funktion des Generalsekretärs der Fortschrittspartei und hatte diese bis zu seiner Ablösung durch Matsumura Kenzō 1953.
Nach Auflösung der Fortschrittspartei wechselte Kiyose Ichirō zu der von Hatoyama Ichirō, Shigemitsu Mamoru und Kishi Nobusuke am 24. November 1954 gegründeten Demokratischen Partei Japans JDP (Nihon Minshutō) und fungierte als Nachfolger von Matsumura Kenzō 1954 für einige Zeit als Vorsitzender des Rates für Politikforschung der JDP. Am 28. Februar 1955 wurde er für die JDP wieder zum Mitglied des Shūgiin gewählt und vertrat in diesem bis zu seinem Tode am 27. Juni 1967 abermals den 4. Bezirk der Präfektur Hyōgo, so dass er mehr als 37 Jahre lang Mitglied des Repräsentantenhauses war.
Kiyose trat schließlich der Liberaldemokratischen Partei LDP (Jiyūminshutō) bei, die aus der sogenannten konservativen Fusion (Hoshu Gōdō) von Demokratischer Partei und Liberaler Partei (Jiyū-tō) am 15. November 1955 entstanden war. Am 22. November 1955 übernahm er das Amt des Bildungsministers im Kabinett Hatoyama Ichirō III und bekleidete diesen bis zum 23. Dezember 1956. Schließlich wurde am 1. Februar 1960 als Nachfolger von Katō Ryōgorō Präsident des Shūgiin und bekleidete bis zum 23. Oktober 1963, woraufhin Funada Naka das Amt des Sprechers des Repräsentantenhauses übernahm. Für seine Verdienste wurde ihm der Orden der Aufgehenden Sonne Erster Klasse verliehen.

## Veröffentlichungen
Kiyose Ichirō war zudem als Schriftsteller tätig und verfasste neben juristischen Fachbüchern, Essays, aber auch autobiografisch geprägte Bücher. Zu seinen Werken gehören unter anderem:
- 工業所有権概論 („Grundriss der gewerblichen Schutzrechte“), 1911
- 不当利得論 („Theorie der ungerechtfertigten Bereicherung“), 1912
- 発明特許制度ノ起源及発達 („Ursprung und Entwicklung des Erfindungspatentsystems“), 1915, Neuauflagen 1970, 1997
- 債権各論 („Besonderheiten der Verpflichtungen“), 1918
- 特許法原理 („Grundsätze des Patentrechts“), 1922, Neuauflage 1985
- 普選法大意 („Grundriss des allgemeinen Wahlrechts“), 1926
- 清瀬一郎政論集 („Sammlung der politischen Essays von Kiyose Ichiro“), 1926
- 第五十二議会に於ける余の機密費事件演説 („Meine Rede zum Fall der Geheimfonds auf dem 52. Kongress“), 1927
- 新時代の雄弁法 („Beredsamkeit in der neuen Ära“), 1929
- 政界革新の先決問題（選挙法の根本的改革, („Die Priorität politischer Reformen. Grundlegende Reformen zum Wahlgesetz“), 1932
- 造化の秘鍵 五・一五事件の弁論 („Der geheime Schlüssel zur Schöpfung: Reden zum Vorfall vom 15. Mai“), 1933
- 吉村千鶴編纂 編 („Das Gesetz des eigenen Lebens“), 1934
- 東亜省を設立せよ 附・国家総動員法案の成立を望む („Einrichtung eines Ministeriums für Ostasien und Beantragung der Verabschiedung des Nationalen Mobilisierungsgesetzes“), 1938
- 時代を搏つ („Schreiben der Zeit“), 1938
- 有田外務大臣に与ふる公開状 („Offener Brief an Außenminister Arita“), 1940
- 浅間丸事件の処理と対英外交のからくり („Umgang mit dem Asama-Maru-Vorfall und die Geheimnisse der Diplomatie mit Großbritannien“), 1940
- 拷問捜査 幸浦・二俣の怪事件 („Folteruntersuchung: Die mysteriösen Vorfälle von Saiura und Futamata“), 1959
- 秘録東京裁判 („Geheime Aufzeichnungen der Tokioter Prozesse“), 1967, Neuauflagen 1975, 1986, 2002

## Hintergrundliteratur
- Grant Goodman: America’s Japan: The First Year, 1945–1946, Fordham University Press, New York 2005, ISBN 978-0-82322-515-6
- Nick Kapur: Japan at the Crossroads: Conflict and Compromise after Anpo, Harvard University Press, Cambridge 2018, ISBN 978-0-67498-442-4
- Saito Hiro: The History Problem: The Politics of War Commemoration in East Asia, University of Hawai’i Press, Honolulu 2017, ISBN 978-0-82487-439-1
- Max Ward: Thought Crime: Ideology and State Power in Interwar Japan, Duke University Press, Durham 2019, ISBN 978-1-47800-165-2